# Susie Lee

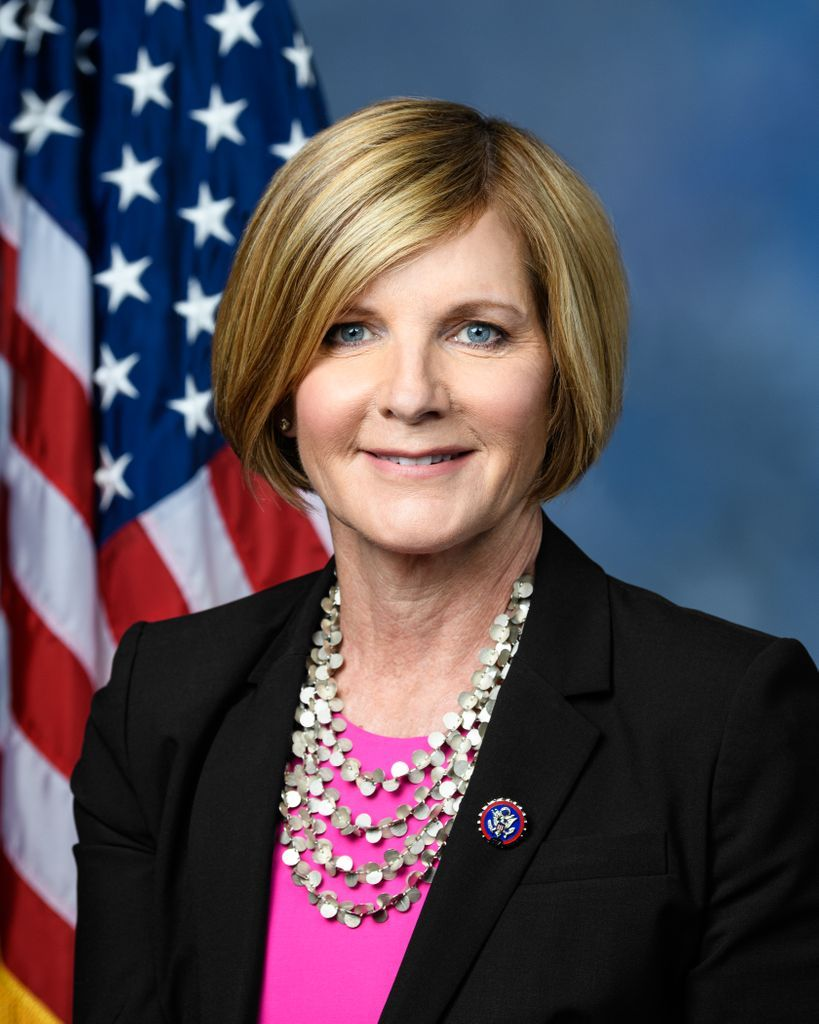
Susie Lee, 2021

Suzanne „Susi“ Marie Kelly Lee (* 7. November 1966 in Canton, Ohio) ist eine amerikanische Politikerin der Demokratischen Partei. Seit Januar 2019 vertritt sie den 3. Distrikt des Bundesstaats Nevada im US-Repräsentantenhaus.

## Leben
Susie Lee wuchs in Ohio mit sieben Geschwistern als Tochter eines Stahlarbeiters auf. Sie besuchte die McKinley High School in ihrer Geburtsstadt und studierte anschließend an der Carnegie Mellon University in Pittsburgh, wo sie 1989 einen Bachelor of Arts, sowie 1990 einen Master of Public Management, erhielt. Seit 1993 lebt sie in Nevada, wo sie vor allem im sozialen Bereich tätig war. Unter anderem gründete und leitete  sie die Organisation After-School All Stars, die Angebote für Schüler nach der Schule bereitstellt und war Vorsitzende von Communities In Schools in Nevada, einer Organisation Schulen hilft, die mögliche Schulabbrecher besser zu betreuen.
Lee lebt mit ihren zwei Kindern in Las Vegas.

## Politik
2016 trat Lee in den demokratischen Vorwahlen für den vierten Kongresswahlbezirk in Nevada an, unterlag aber dem späteren Wahlsieger Ruben Kihuen.
Bei der Kongresswahl 2018 trat Lee im dritten Kongresswahlbezirk in Nevada an, wo ihre Parteikollegin Jacky Rosen nicht wieder kandidierte, weil sie einen Sitz im Senat der Vereinigten Staaten anstrebte. Sie setzte sich in den demokratischen Vorwahlen mit 66,9 % der Stimmen gegen sechs andere Bewerber durch. Die Wahl zum Repräsentantenhaus der Vereinigten Staaten 2018 gewann sie mit 51,9 % gegen den Kandidaten der Republikaner, Danny Tarkanian, der 42,8 % erhielt. Sie trat ihr Mandat am 3. Januar 2019 an. Bei der Wahl 2020 konnte sie ihren Sitz mit gut 3 % Vorsprung auf den Republikaner Daniel Rodimer verteidigen. Die Primary (Vorwahl) ihrer Partei für die Wahlen 2022 am 14. Juni konnte sie mit über 90 % klar gewinnen. Damit trat sie am 8. November 2022 gegen April Becker von der Republikanischen Partei an und setzte sich dabei mit 52,0 % durch. Bei den Kongresswahlen 2024 gewann sie die Vorwahl deutlich mit 91,8 % und die Hauptwahl gegen den Republikaner Drew Johnson mit 51,4 %. Ihre aktuelle Legislaturperiode im Repräsentantenhaus des 119. Kongresses läuft noch bis zum 3. Januar 2027.

### Ausschüsse
Sie ist aktuell Mitglied in folgenden Ausschüssen des Repräsentantenhauses:
- Committee on Appropriations
  - Energy and Water Development, and Related Agencies
  - Military Construction, Veterans Affairs, and Related Agencies
- Committee on Natural Resources
  - Energy and Mineral Resources
  - Oversight and Investigations